# Сент-Пол (Альберта)
Сент-Пол (англ. St. Paul), спочатку відомий як Сен-Поль-де-метис або Сен-Поль-дес-метис — це місто у східно-центральній частині провінції Альберта, Канада, в окрузі Св. Павла № 19. Воно було відоме як Сент-Пол (Святий Павло) з 1912 по 1936 роки. Із 5 827 жителів міста (станом на 2016 рік), 31 % — це українці.

## Історія
Громада була заснована як колонія метисів у 1896 році, але колонія пізніше вона припиняє існування, приблизно, у період з 1905 по 1909 рр. Після того, як територія стала у 1909 році вільною іншим групам, перш за все французам-католикам, ця громада заснувала село Сент-Пол-де-Метис 14 червня 1912 року, хоча до 6 червня його називали Святим Павлом де Метисом.
Потім цей населений пункт був зареєстрований, як місто Святого Павла 15 грудня 1936 року.

## Демографія
Згідно з переписом населення 2016 року, проведеним бюро статистики Канади, чисельність населення у місті Сент-Пол складала 5 827 жителів, які проживають у 2 248 із 2 378 загальних приватних будинків. Населення зросло на 7,8 % в порівнянні з переписом 2011 року (5 405 жителів). Площа міста 3,34 квадратних милі (8,64 кв. км.) на 2016 рік.
Населення міста Сент-Пол, згідно з муніципальним переписом 2014 року складало 6 004 жителів, що на 2,7 % більше в порівнянні з муніципальним переписом 2012 року, коли налічувалось 5 844 жителів.
Згідно з переписом 2011 року в містечку Сент-Пол проживало 5 400 жителів у 2 338 будинках, що на 5,8 % більше у порівнянні з переписом населення 2006 року (5 106 жителів). Місто займало земельну площу 7,89 кв. км. і мало щільність населення 684,4 жителів на квадратний кілометр у 2011 році..

## Економіка
Економіка Сент-Пол розвивається в галузі сільського господарства та у сфері послуг.[джерело?] Сент-Пол розташований в туристичному регіоні Альберти, цікавому для туристів озерами.

## Пам'ятки
Сент-Пол є місцем, де було побудовано перший в світі посадочний майданчик для НЛО. Він побудований як столітній проєкт у прагненні залучити як туристів, так і марсіан у муніципалітет. Тарілка складається з піднятої платформи з картою Канади, тисненням на задній зупинці, що складається з каменів, що представляють кожну провінцію Канади.
3 червня 1967 року Пауль Хеллайер, міністр національної оборони, прилетів на вертольоті, щоб офіційно відкрити майданчик. Тарілка стала однією з більш ніж 100 Сентенніальських проєктах, зроблених у місті.

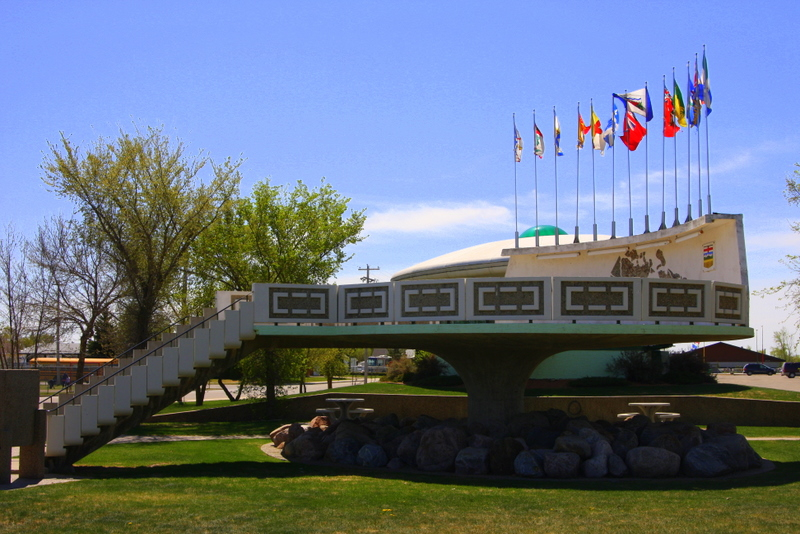
Посадочний майданчик НЛО в Сент-Пол, Альберта

На знаку поруч з майданчиком написано: "Площа під першим у світі посадковим майданчиком для НЛО був оголошений міжнародним містом Сент-Пол, як символ нашої віри, що людство буде підтримувати Всесвіт, вільний від національних воєн та ворожнечі. А в майбутньому подорожі в космосі стануть безпечними для всіх міжгалактичних істот, усім відвідувачам з Землі або інакше можна приїхати на цю територію і в місто Сент-Пол ".
Майданчик для посадки НЛО також був показаний у Канаді, у кінофільмі, а Cineplex Entertainment у травні 2014 року знімав п'єсу, яка буде весь червень демонструвалась в кінотеатрах Cineplex по всій Канаді.

## Відомі уродженці
- Кайл Бродзяк, професійний хокеїст
- Уїлф Мартін, колишній професійний хокеїст
- Одрі Пойтрас, президент метисів Альберта
- Марсель Рокк, бігун
- Рена Дже, радіоведучий і телеведучий
- Джеймі Садловський, колишній професійний гольф-драйвер
- Бернард Троттьє, політик
- Стен Смил, колишній професійний хокеїст
- Бретт Киссель, професійні кантрі-співак/автор пісень
- Келвін Волрат, скрипаль.

## Галерея

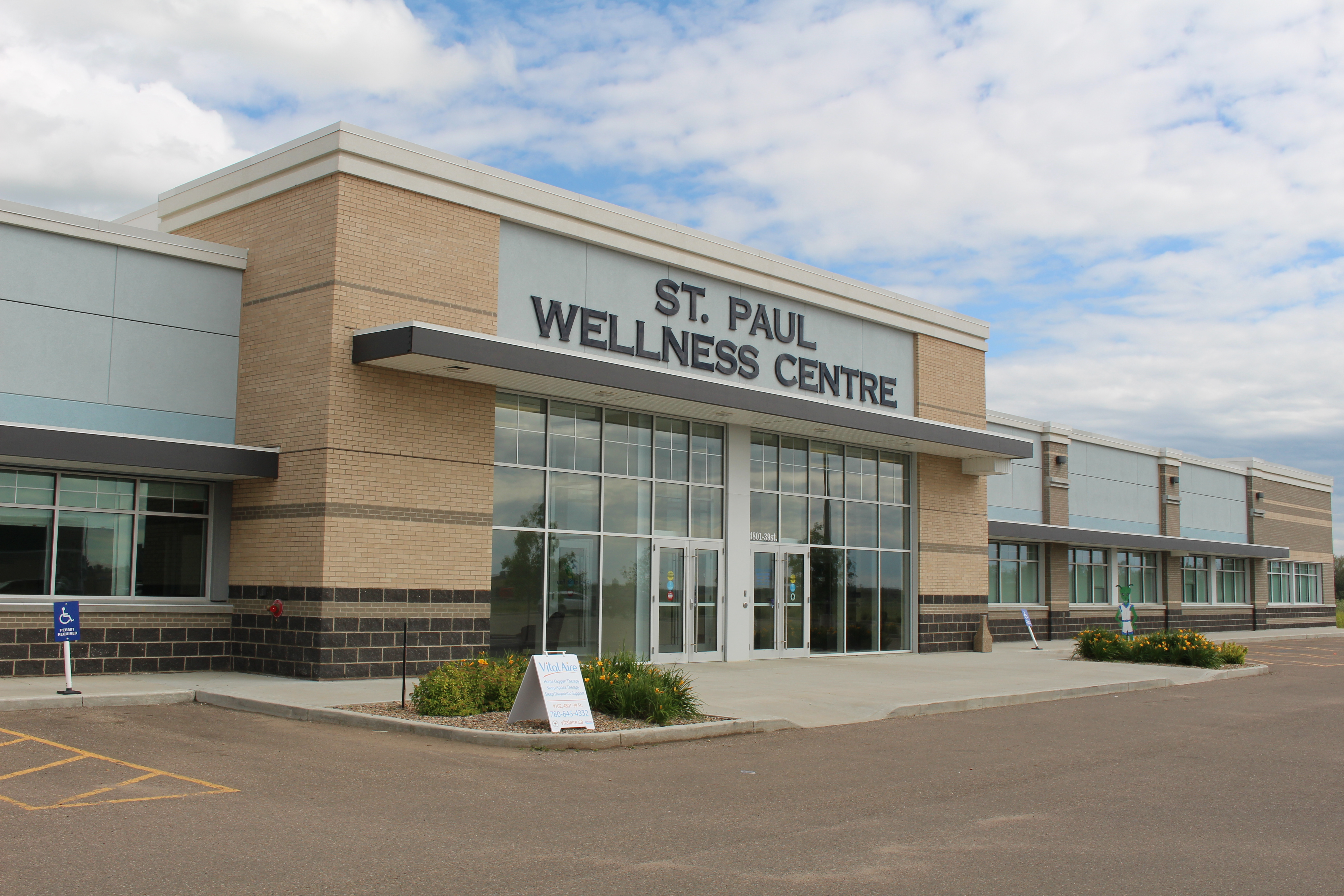
Оздоровчий центр
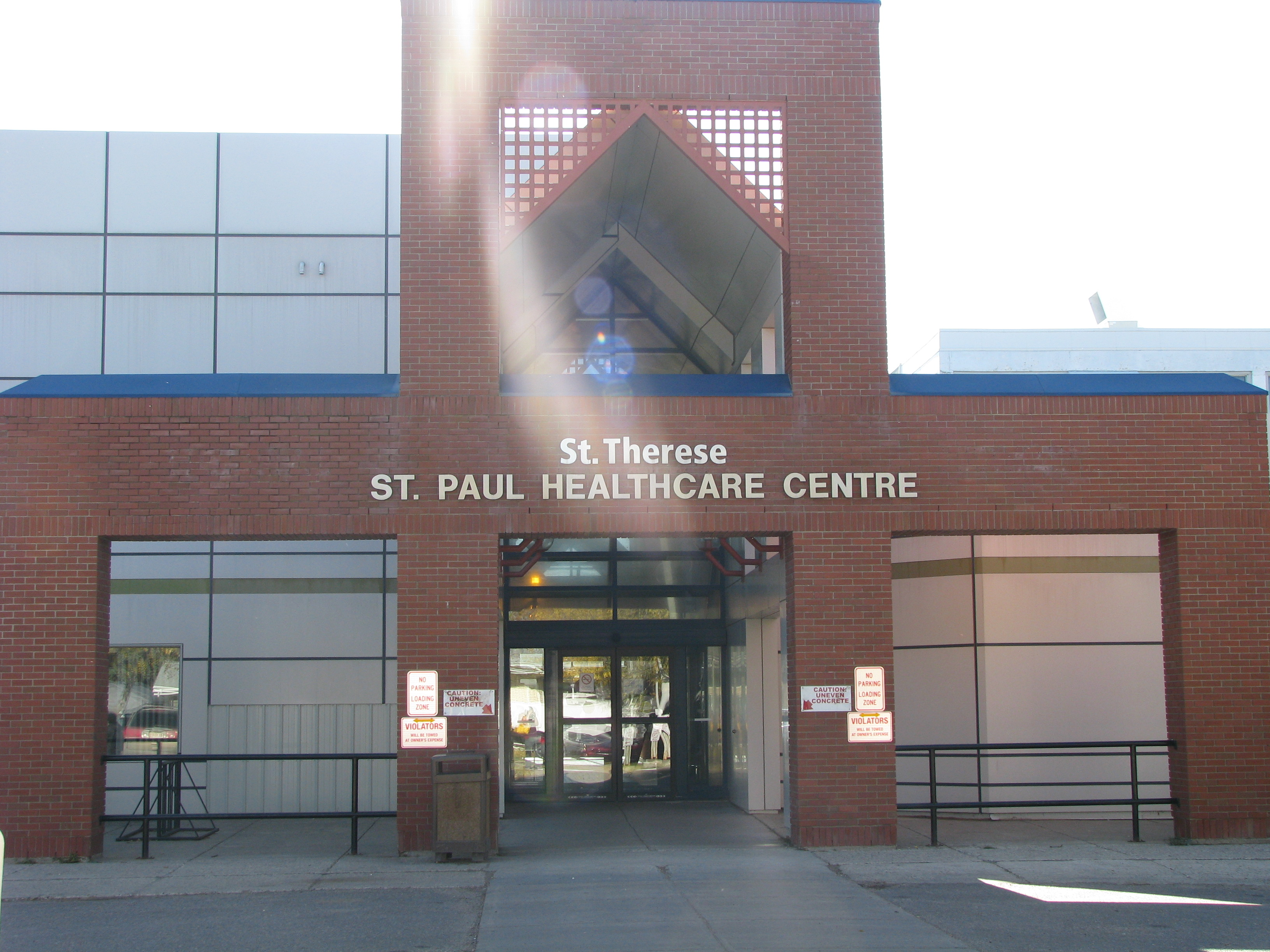
Центр охорони здоров’я
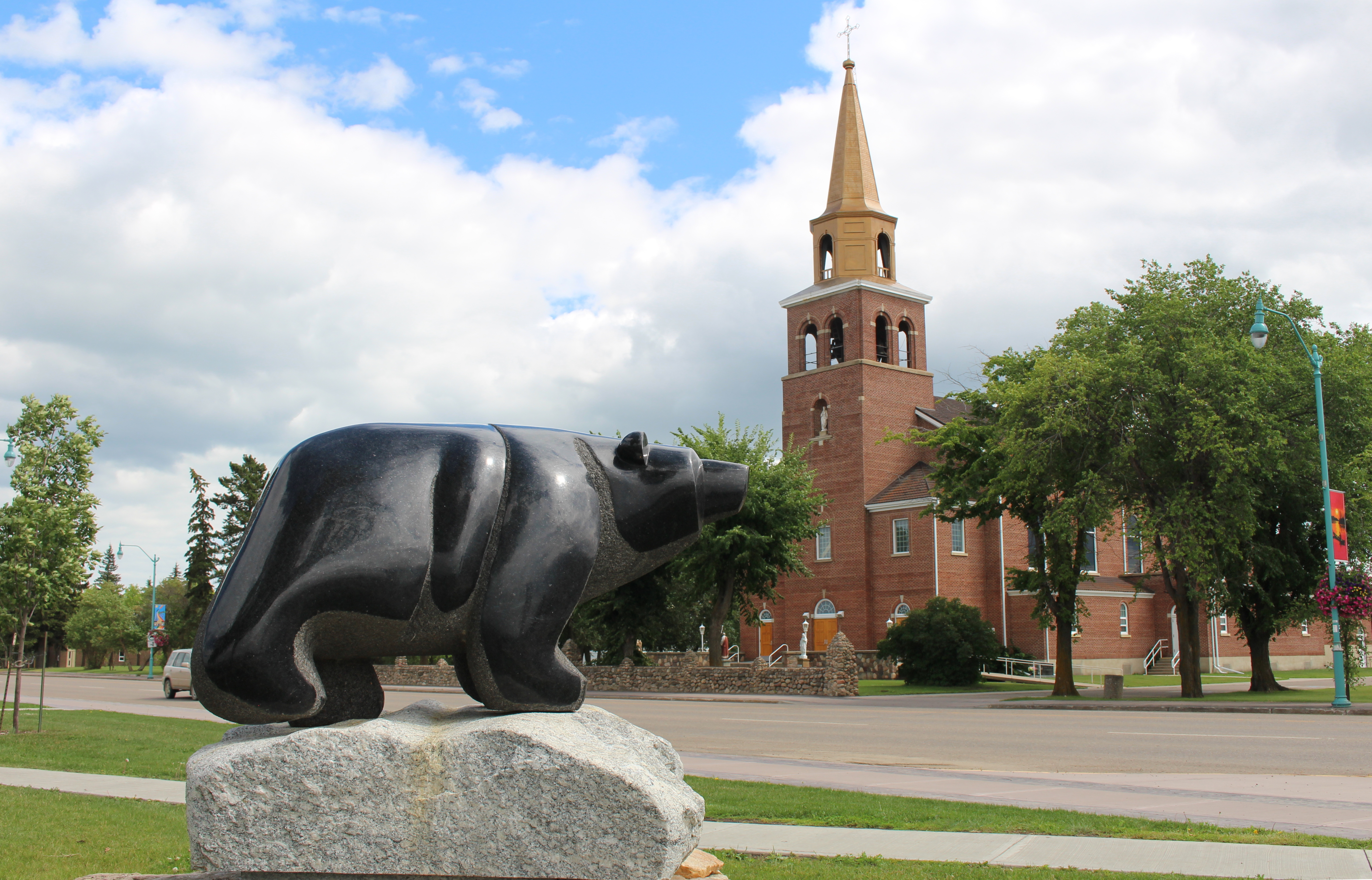
Собор Святого Павла